# Uogólnianie przez rozpoznanie
Uogólnianie „przez rozpoznanie” – w dydaktyce matematyki jest typem uogólnienia pojęcia. Polega na odkrywaniu a posteriori stosunku nadrzędności dwóch znanych pojęć.

## Przykłady
- Uczeń poznaje pojęcie kwadratu oraz prostokąta. W pewnej chwili zauważa, że kwadrat to szczególny przypadek prostokąta.
- Uczeń poznaje pojęcie liczb naturalnych, a następnie liczb wymiernych dodatnich. Zauważa, że te ostatnie są uogólnieniem pojęcia liczb naturalnych.